# Jakob von Wattenwyl

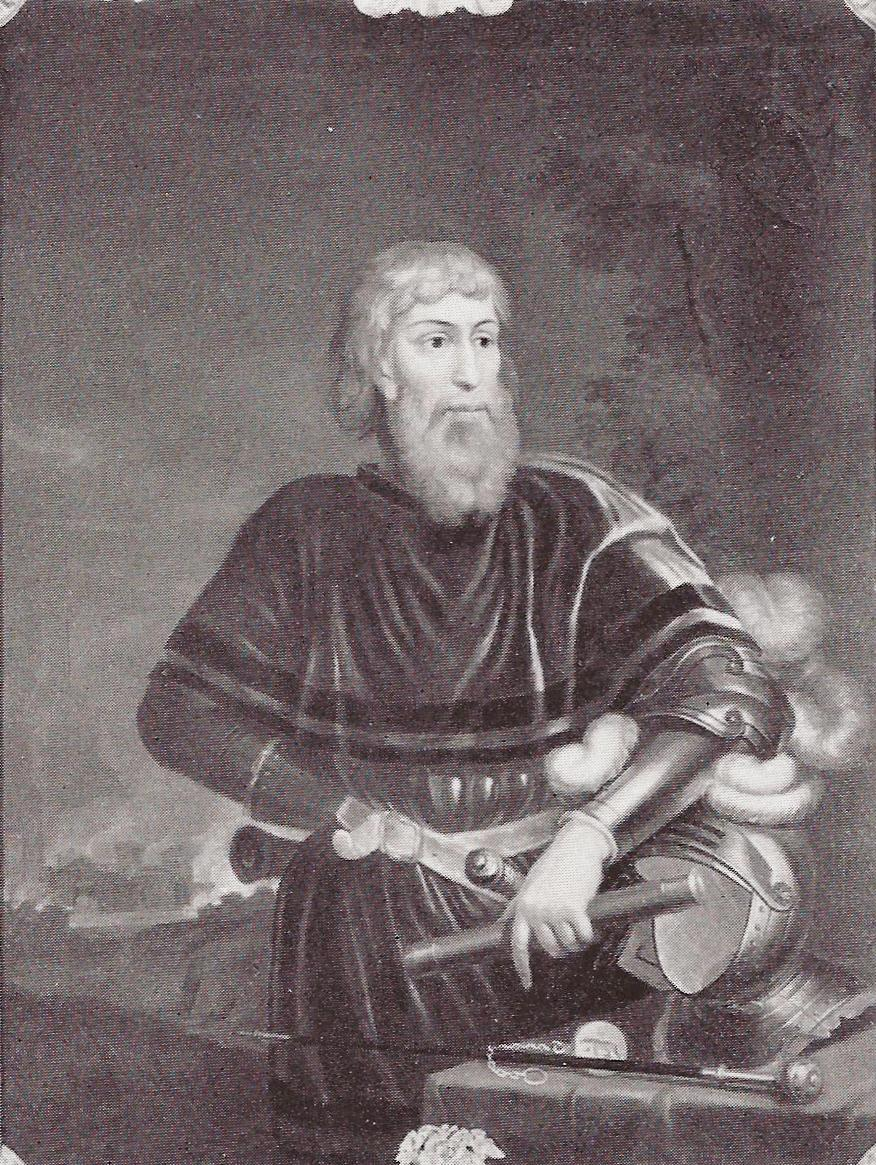
Jakob von Wattenwyl, Idealbildnis (18. Jh.)

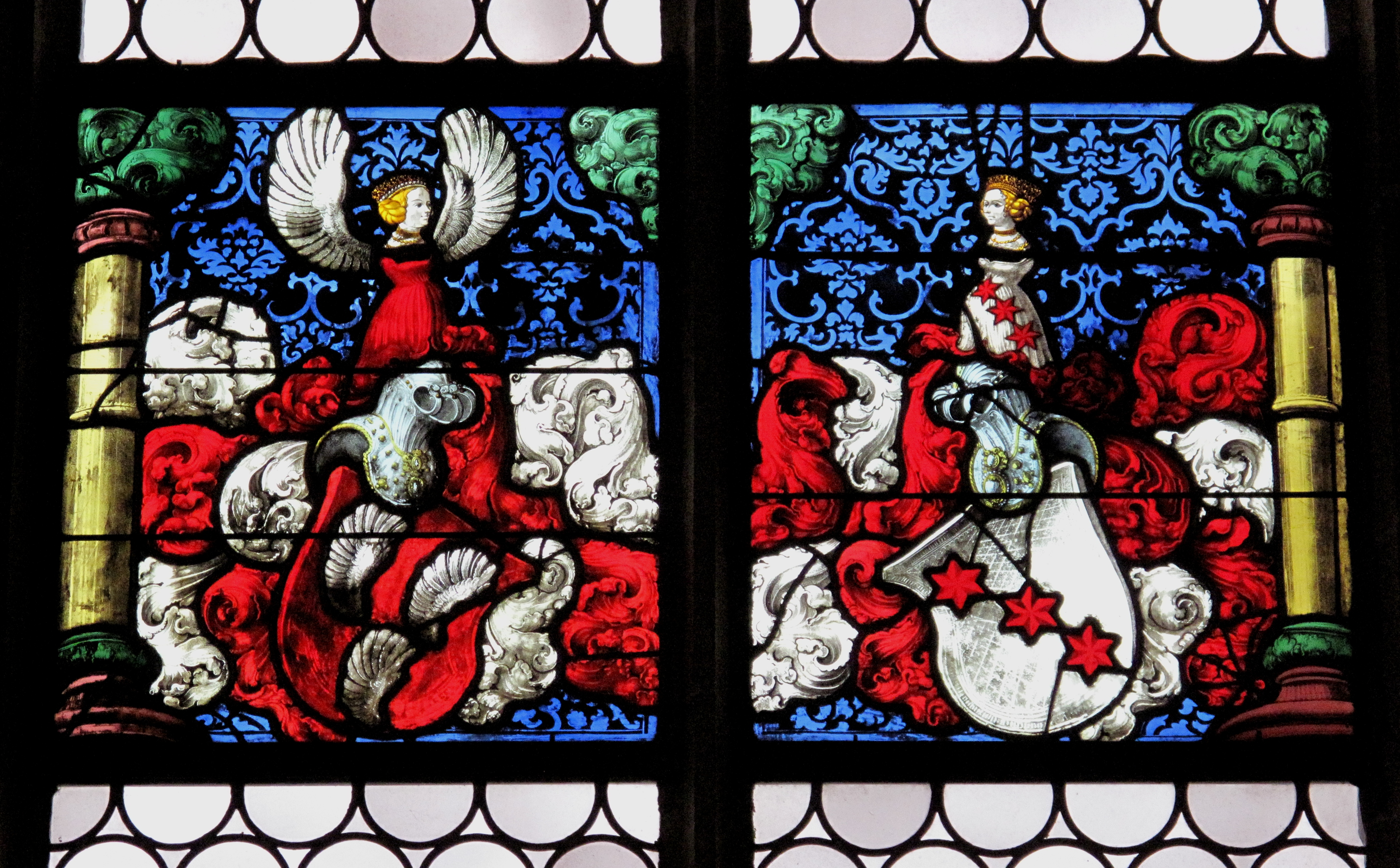
Allianzscheibe Jakob von Wattenwyl und Magdalena von Muleren in der Kirche Ligerz (nach 1484)

Jakob von Wattenwyl (* 1466 in Bern; † 13. Juni 1525 in Bern) war ein Berner Patrizier, Venner, Seckelmeister und Schultheiss, Schweizer Heerführer, Unterhändler, Förderer der Reformation und adliger Stammvater der Familie von Wattenwyl.

## Leben und Wirken
Jakob von Wattenwyl war ein Sohn des Niklaus von Wattenwyl, Mitglied des Großen und Kleinen Rates der Stadt und Republik Bern und Venners der Gesellschaft zu Pfistern, der 1453 einen kaiserlichen Wappenbrief erhalten hatte, und seiner Frau Barbara von Erlach († 1502). 
Er wurde als Page am savoyischen Hof erzogen und entsprechend ausgebildet. 1484 heiratete er Magdalena von Muleren, eine Tochter des Urban von Muleren und seiner Frau Verena Schwend, und er kam so zu umfangreichem Grundbesitz in den Orten Burgistein, Wattenwil, Kirchdorf, Gerzensee, Blumenstein, Seftigen, Schönegg und zu grossen Rebgütern in Ligerz. Er beteiligte sich an Handelsgesellschaften, so an jener des Jörg von Laupen, und an einem Bergwerksunternehmen im Berner Oberland. Zudem kaufte er Salzrenten in Salins-les-Bains. 1485 trat er als Stubengeselle in die adlige Gesellschaft zum Distelzwang ein und wurde Grossrat von Bern. Ab 1487 wurde er Mitglied des Kleinen Rates, 1490 bis 1495 amtierte er als Schultheiss von Thun, 1496 bis 1500 und 1504 bis 1506 als Venner zu Pfistern und 1506 und 1512 als Seckelmeister.
1499 war er als Oberst mit Wilhelm von Diesbach einer der Anführer und Venner der Berner im Schwabenkrieg in Hegau. 1512 wurde er erstmals Schultheiss von Bern, danach wechselte er sich alle zwei Jahre mit Wilhelm von Diesbach ab. Am 26. Juni 1513 befreite er als Schultheiss die Stadt Bern von den aufrührerischen Bauern. In den Mailänderkriegen stand Jakob von Wattenwyl auf der Seite Savoyens und des Papstes. Im August 1513 kommandierte er die Berner Vorhut beim Dijonerzug. Als Befehlshaber des zweiten bernischen Aufgebots in die Lombardei wehrte er sich 1515 vor der Schlacht von Marignano vergeblich gegen die Annahme der französischen Friedensangebote und den Rückruf der bernischen Truppen mit 5000 Mann aus Domodossola. Zusammen mit Wilhelm von Diesbach vertrat er Bern an den Verhandlungen mit Frankreich, die 1516 zum Abschluss des Ewigen Friedens führten. Mit dem Kaufmann Bartholomäus May und Johannes und Berchtold Haller gehörte er zu den ersten Förderern der Reformation in Bern.

## Familie
Jakob von Wattenwyl war von 1484 bis zu ihrem Tod am 30. März 1513 mit Magdalena von Muleren (* 1462) verheiratet. Sie war eine Tochter von Urban von Muleren und seiner Frau Verena Schwend. Sie hatten zusammen zehn Kinder:
- Ursula von Wattenwyl (um 1486–1514), verheiratet mit Wilhelm Velga und Jakob von Hertenstein
- Barbara von Wattenwyl (um 1491–1519), verheiratet mit Beat Wilhelm von Bonstetten
- Niklaus von Wattenwyl (1492–1551), Priester, Probst, Domherr und Grossrat, verheiratet mit Klara May (1505–1574)
- Verena von Wattenwyl (um 1494–1520), Nonne
- Eva von Wattenwyl (um 1496–?)
- Reinhard von Wattenwyl (um 1498–1549), Schultheiss von Thun, verheiratet mit Isabeau de Chauvirey
- Margaretha von Wattenwyl (um 1500–1568), Nonne in Königsfelden, später verheiratet mit Luzius Tscharner und Jakob May
- Katharina von Wattenwyl (um 1502–1576), Nonne in Königsfelden, später verheiratet mit Jakob May
- Hans Jakob von Wattenwyl (1506–1560), Schultheiss von Bern, verheiratet mit Rosa de Chauvirey
- Anna von Wattenwyl (?–1528), Nonne